# Liar Liar (Cris Cab)
Liar Liar è un singolo del cantante statunitense Cris Cab, pubblicato il 30 settembre 2013 come secondo estratto dal primo album in studio Where I Belong.

## Video musicale
Il videoclip, girato in bianco e nero con l'effetto specchio, mostra Cris Cab mentre suona la chitarra; durante il video inoltre canta o è in compagnia di ragazze innominate: fa inoltre un cameo Pharrell Williams, autore del testo. Verso la fine del video, una delle ragazze "cattura" Cris e tenta di legarlo a una sedia.

## Classifiche
| Classifica (2014) | Posizione massima |
| ----------------- | ----------------- |
| Austria           | 9                 |
| Belgio (Fiandre)  | 32                |
| Belgio (Vallonia) | 22                |
| Canada            | 60                |
| Cile              | 68                |
| Danimarca         | 40                |
| Finlandia         | 17                |
| Francia           | 5                 |
| Germania          | 9                 |
| Italia            | 6                 |
| Norvegia          | 13                |
| Paesi Bassi       | 14                |
| Spagna            | 44                |
| Svizzera          | 8                 |
| Ungheria          | 10                |

### Classifiche di fine anno
| Classifica (2014) | Posizione |
| ----------------- | --------- |
| Italia            | 52        |